# Ralph de Cromwell, 2. Baron Cromwell
Ralph de Cromwell, 2. Baron Cromwell (* um 1368; † 1417), war ein englischer Adliger.

## Leben
Er war der Sohn und Erbe des Ralph de Cromwell, 1. Baron Cromwell († 1398), aus dessen Ehe mit Maude de Bernack († 1419).
Er war dreißig Jahre alt, als er 1398 seinen Vater als Baron Cromwell beerbte. Er wurde erstmals am 19. August 1399 und letztmals am 3. September 1417 unter König Richard II. zu einer Sitzung des Parlaments einberufen. Von 1404 bis zu seinem Tod hatte er das Amt des Konstablers der königlichen Burg Castle Rising in Norfolk inne.
Als er 1417 starb, beerbte ihn sein noch minderjähriger gleichnamiger Sohn.

## Ehe und Nachkommen
Aus seiner Ehe mit Joan († 1434) hatte er zwei Kinder:
- Ralph Cromwell, 3. Baron Cromwell (1403–1456) ⚭ 1424 Margaret Deincourt († 1454), Tochter des 4. Baron Deincourt;
- Maud Cromwell († 1455) ⚭ 1411 Sir Richard Stanhope († 1436), Gutsherr von Rampton in Nottinghamshire.